# Estación San Vicente
San Vicente es una estación ferroviaria abandonada ubicada en la ciudad homónima, en la  provincia de Buenos Aires, Argentina. Funcionó hasta 1978, como terminal de los servicios que provenían desde Plaza Constitución.

## Historia
En 1865, se había inaugurado lo que hoy conocemos como Estación Alejandro Korn pero que en ese entonces se conocía como Estación San Vicente.
En el año 1928 se construyó el pequeño ramal entre la Estación San Vicente (que a partir de ese momento se empezó a llamar Empalme San Vicente) y el pueblo de San Vicente, cuya estación tuvo su nombre homónimo.
La idea de este ramal era conectar Empalme San Vicente (Alejandro Korn) con Cañuelas, proyecto que nunca fue concretado.
El tiempo transcurrió hasta que en el mes de diciembre de 1978 el ramal fue desactivado privando hasta el día de hoy a los habitantes de San Vicente del tren en su ciudad. 